# Ташкентський (Харчатівський) ліс
Ташкентський (Харчатівський) ліс - штучно посаджений сосновий ліс на березі річки Інгул поблизу міста Миколаєва. Назва походить від назви міста Ташкент. За однією із версій ліс було названо Ташкентським, тому що поблизу лісу було побудовано житло для постраждалих від землетрусу у Ташкенті у 1966 р. Назва лісу "Харчатівський" походить від хутору Харченко (Харченко - прізвище власника хутору), який виник у 40-х рр. XIX ст. У цей же період поблизу було засновано хутір Язикова. Раніше - у кінці XVIII ст. - було засновано хутір Мєшков та хутір Погорєлова. Всі ці хутори названо за прізвищами власників. Згодом всі ці хутора злилися в одне село, яке нині називається Мішково-Погорілове.  Ташкентський (Харчатівський) ліс знаходиться поблизу цього села.

## Галерея
1. ↑  https://www.plantarium.ru/. Архів оригіналу за 1 жовтня 2020. Процитовано 15.04.2020. {{cite web}}: Зовнішнє посилання в |title= (довідка)
2. ↑  Крючков, А. С. (1991). Старый Николаев и окрестности.